# Teologia polityczna
Teologia polityczna – pojęcie z zakresu zarówno filozofii politycznej, jak i teologii, opisujące sposoby, w ramach których koncepty teologiczne wpływają na polityczne, społeczne, ekonomiczne i kulturowe dyskursy. Choć relacje pomiędzy religią a polityką, a szczególnie pomiędzy chrześcijaństwem a polityką są rozważane od antyku, teologia polityczna jako dyscyplina akademicka narodziła się w końcu XX wieku, w części jako odpowiedź na prace Carla Schmitta i szkoły frankfurckiej.
Zajmuje dziś ważne miejsce w myśli politycznej. Anglojęzyczne czasopismo „Political Theology” oraz polskojęzyczna „Teologia polityczna” są periodykami zajmującymi się związkami pomiędzy tym co religijne a tym co polityczne.
Teologię polityczną możemy rozumieć trojako:
1. pewne pojęcie z historii idei, doszukujące się podobieństw pomiędzy tym co polityczne, prawne a wyobrażeniami religijnymi społeczeństw, tj. szukaniem analogii pomiędzy wyobrażeniami religijnymi danej wspólnoty a jej organizacją polityczną;
2. doktryna polityczna lub teoria polityczna, która opiera się na wierze w Objawienie Boga, w której szuka samookreślenia, a także organizacji porządku politycznego, na zasadzie wypełnienia transcendentnych prawd objawionych, charakterystyczna dla niektórych nurtów konserwatywnych;
3. ogólna teoria polityki zakładająca, że każda doktryna polityczna czy ideologia opiera się w swym jądrze na pojęciach wywodzących się z teologii. Według Carla Schmitta nawet najbardziej antyteologiczne teorie w rzeczywistości są „zsekularyzowanymi” teologiami. Wobec tego walka polityczna jest starciem jednej wiary z drugą, bądź też wiary prawdziwej z bałwochwalstwem. W polu politycznym nie ma miejsca na stanowiska neutralne, prawda Objawienia dzieli scenę na dwie części – przyjaciół i wrogów, niezależnie od ich własnych afiliacji. Teologia polityczna jako narzędzie sprawowania polityki zmusza wobec tego polityczne podmioty do opowiedzenia się po jednej ze stron. Poprzez swój holistyczny charakter każde działanie umieszcza ona w polu polityczności.

Teologia polityczna w rozumieniu teologii chrześcijańskiej jest jedną z teologii społecznych, rozpatruje rolę Kościoła katolickiego i chrześcijaństwa w strukturach i sytuacjach społeczno-politycznych.
Jest połączeniem elementów religijnych i świeckich, w centrum swoich zainteresowań stawia ziemskie „urządzenie” człowieka. Szuka sposobu rechrystianizacji świata.
Głównym przedstawicielem teologii politycznej jest niemiecki teolog Johann Baptist Metz. Do jej zwolenników można zaliczyć W. Oellmüllera, H.R. Schlettego, E. Schillebeeckxa, L. Dewarta.
J.B. Metz używa określenia teologia polityczna (politische Theologie) w znaczeniu społeczna, odnosząca się do spraw publicznych. Religia nie jest więc „sprawą prywatną”, lecz społeczną. Nadzieja Królestwa Bożego wręcz zobowiązuje do krytyki istniejącej rzeczywistości. Teologia polityczna poprzez podkreślanie funkcji krytycznej chrześcijaństwa wiąże ją z wiarą w „spełnienie obietnicy Bożej”.